# Estación La California
La California es una estación ferroviaria ubicada en el departamento Belgrano, Provincia de Santa Fe, Argentina.
Fue inaugurada en 1890 por el Ferrocarril Central Argentino.

## Servicios
La estación corresponde al Ferrocarril General Bartolomé Mitre de la red ferroviaria argentina. No presta servicios de pasajeros. Por vías transitan formaciones de cargas de la empresa Nuevo Central Argentino.